# Johannes Hevelius
Jan Heweliusz (Danzica, 28 gennaio 1611 – Danzica, 28 gennaio 1687) è stato un astronomo polacco, conosciuto con il nome latinizzato di Johannes Hevelius o, più raramente, quello italianizzato Giovanni Evelio.

## Biografia

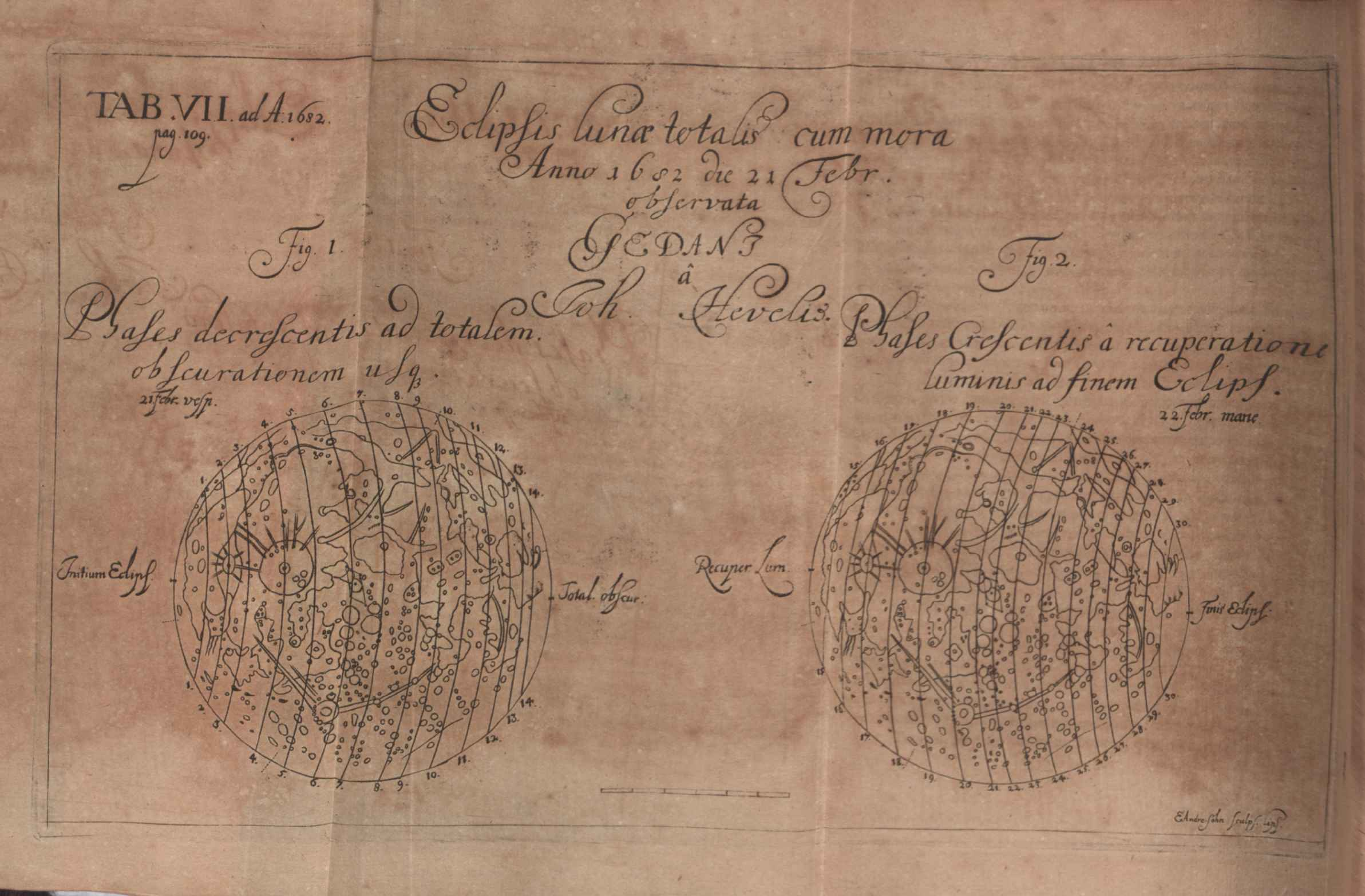
Illustrazione a Eclipsis lunae totalis ... anno 1682, die 21 & 22 febr. ... observata Gedani à Joh. Hevelio pubblicata sugli Acta Eruditorum dello stesso anno

Fu considerato come il fondatore della topografia lunare e descrisse 11 nuove costellazioni, 7 delle quali sono tuttora in uso.
Nacque a Danzica, Polonia, nel 1611,  in una ricca famiglia di produttori di birra di origini ceche. Si trasferì Leida nel 1630 per studiare giurisprudenza. Viaggiò in Inghilterra e Francia. Nel 1634 tornò nella città natale per lavorare nell'impresa di famiglia, e lì divenne anche consigliere comunale.

Dal 1639 il suo interesse principale fu l'astronomia, sebbene per tutta la vita ricoprì un ruolo importante nelle faccende municipali. Nel 1641 costruì a casa sua un osservatorio, fornito di uno splendido equipaggiamento strumentale, incluso un telescopio "senza tubo" da 45 metri di lunghezza focale. L'osservatorio fu visitato, il 29 gennaio 1660 dal Re Giovanni II Casimiro di Polonia e dalla Regina Maria Gonzaga.
Hevelius sposò Caterina, sua prima moglie, che morì nel 1662. Un anno dopo Hevelius sposò Elżbieta Koopman, la giovane figlia di una famiglia di commercianti, da cui ebbe quattro figli.
Elżbieta sostenne sempre Hevelius, fino alla pubblicazione delle opere dopo la sua morte, ed è considerata la prima astronoma della storia.
Hevelius fece osservazioni sulle macchie solari (dal 1642 al 1645). Dedicò quattro anni mappando la superficie lunare, scoprì la librazione della Luna in longitudine. Pubblicò i suoi risultati in Selenographia (nel 1647), un lavoro per il quale si guadagnò il titolo di "fondatore della topografia lunare". Negli anni seguenti scoprì quattro comete (apparse, rispettivamente nel 1652, 1661, 1672 e 1677) e teorizzò la loro rivoluzione in traiettorie paraboliche attorno al Sole.
Il 26 settembre 1679 il suo osservatorio, gli strumenti e i suoi libri, furono distrutti da un incendio, la catastrofe venne descritta nella prefazione al suo Annus climactericus (nel 1685). Riparò prontamente il danno giusto in tempo per poter osservare la Grande Cometa del dicembre 1680. Ma le sue condizioni di salute si aggravarono, e morì il 28 gennaio 1687, giorno del suo 76º compleanno. Hevelius fu sepolto nella Chiesa di Santa Caterina, nella sua città natale Danzica.
Gli è stato dedicato un asteroide, 5703 Hevelius .

## Opere
|  |  |  |  |  |  |  |

|  |  |  |  |  |  |  |

## Globo Celeste

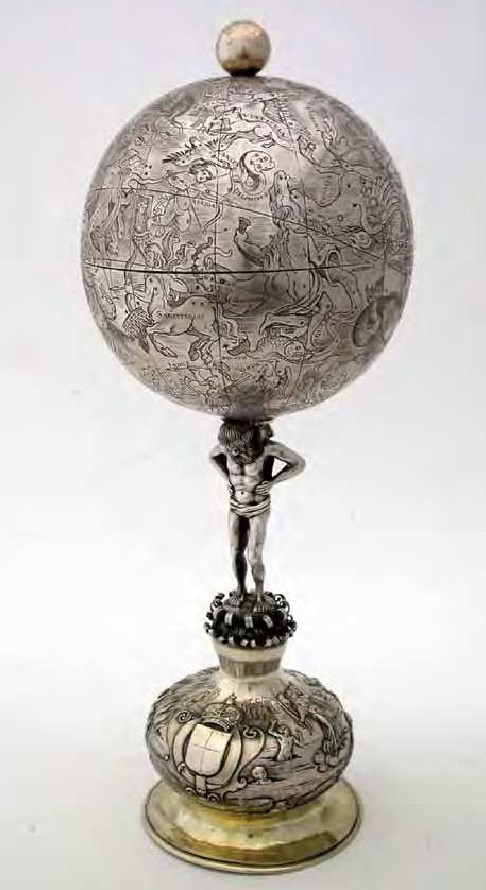
Il ciborio personale in oro ed argento di Re Giacomo II, risalente al 1695 circa, con una mappa celeste. © Stefaan Missinne 2012

Un globo celeste basato sulla Uranografia di Johannes Hevelius, risalente al 1690 circa. Il globo, in oro ed argento, raffigura Pegaso con uno speciale messaggio facente riferimento ad Acrisius ed un leone sedente-rampante quale polena della costellazione dell’Arca di Noè, in luogo dell’orso. Si tratta del ciborio (pisside) personale di Giacomo II, re d’Inghilterra, risalente al 1695 circa, durante il periodo del suo esilio in Francia.